# Aleksandrówka (Częstochowa)
Aleksandrówka (Częstochowa) - dawne przedmieście Rakowa w województwie śląskim w powiecie częstochwskim, na terenie obecnego miasta Częstochowa.

## Położenie
Ta miejscowość obejmuje obszar na północ od cmentarza i na zachód od DK1. Leżała między Ostatnim Groszem a Rakowem, a dokładniej między Ostatnim Groszem, Rakowem a obecnym Wrzosowiakiem. Teren Aleksandrówki znajduje się na terenie obecnej dzielnicy Wrzosowiak.

## Opis
Istniała jeszcze przed włączeniem Rakowa do Częstochowy (czyli przed 1928 r.). W Aleksandrówce leżały małe kamienne domki, a w I połowie XX wieku, kiedy okolice się rozwijały, postawiono tu kamienice.